# Fort Walsh
Pour les articles homonymes, voir Walsh.

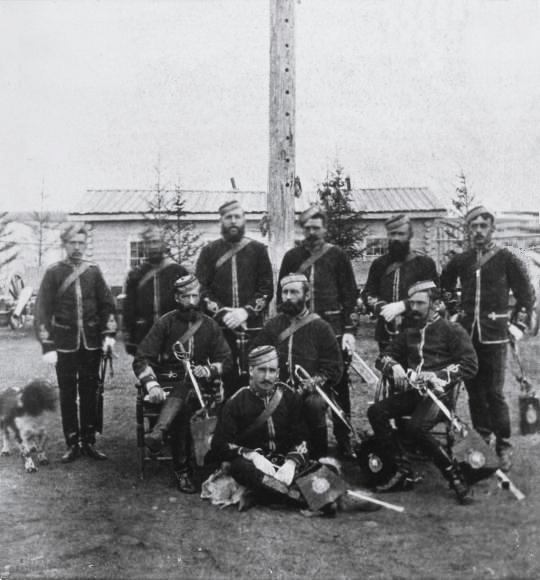
Agents de la Police montée du Nord-Ouest, Fort Walsh, Sask., 1878

Fort Walsh est un lieu historique national du Canada situé dans le sud-ouest de la Saskatchewan. Il s'agit de l'un des premiers établissements permanents de la Police montée du Nord-Ouest (PMNO), maintenant la Gendarmerie royale du Canada, dans l'ouest canadien. Le fort fut fondé en 1875 pour mettre fin au commerce du whisky, pour imposer la Loi et la souveraineté canadienne sur ces territoires nouvellement acquis de la Couronne britannique, et pour encourager les autochtones à s’installer dans des réserves.

## Histoire
La PMNO est fondée en 1873 par Sir John A. Macdonald, premier ministre du Canada, à la suite d'un massacre perpétré par des trafiquants de whisky dans la région de Cypress Hills dans le sud-ouest dans ce qui sera plus tard la Saskatchewan. La première troupe part en juillet 1874 et atteint Regina cet été là. En 1875, l’assistant commissaire Macleod décide de fonder une série de postes plus à l'ouest, dont le fort Walsh.
Il charge l’inspecteur James Walsh et la Troupe B de ce travail. Le fort Walsh est donc établi dans la région de Cypress Hills et doit aussitôt composer avec les retombées des guerres indiennes aux États-Unis : Lakotas et Nez-Percés se réfugient au Canada en 1876-1877. Fort Walsh devient rapidement le quartier général de la PMNO entre 1878 et le restera jusqu'en 1882. 
James Walsh se bâtit une réputation de justice et de gardien de la paix auprès de Sitting Bull et des Lakotas. Il les aide à échapper aux troupes américaines et à survivre à la disparition des bisons. Quand les Lakotas et Nez-Percé retournent finalement de l'autre côté de la frontière et que les réserves indiennes seront établies au Canada, le quartier-général de la PMNO est déplacé à Régina. En 1883, le fort est fermé pour faire place aux colons et la troupe se déplace à Maple Creek en Alberta.
En 1924, Fort Walsh est désigné Site historique national du Canada. La GRC s’installe au site en 1942 pour y élever de chevaux de remonte pour l’entraînement équestre des recrues et pour le célèbre Carrousel de la GRC dans les bâtiments d’origine de la PMNO. On y élève les grands chevaux noirs qui deviendront l'image de marque internationale de la GRC. 
En 1966, la GRC cesse d'utiliser les chevaux sauf pour le Carrousel et ce dernier est transféré à Pakenham, en Ontario, en 1968. Le site du Fort Walsh est alors transféré à Parcs Canada en 1986. Aujourd’hui, les bâtiments de la ferme du Carrousel sont meublés à la mode des années 1880 et durant l'été, des guides en costume d’époque donnent la visite.